# Foston (Lincolnshire)
Pour les articles homonymes, voir Foston.
Foston est une paroisse civile et un village du Lincolnshire, en Angleterre.